# Circondario di Euskirchen
Il circondario di Euskirchen (in tedesco Kreis Euskirchen) è un circondario della Germania, situato nel sud-ovest dello stato federato della Renania Settentrionale-Vestfalia. Confina con la regione urbana di Aquisgrana e con i circondari di Düren, Reno-Erft, il Reno-Sieg, Ahrweiler, Daun e Eifel-Bitburg-Prüm, oltre che con la provincia belga di Liegi.
Dal 1932 comprende anche un parte del circondario di Rheinbach, e dal 1975 gran parte del circondario di Schleiden.
Ha una popolazione di 194 701 abitanti distribuiti su 1249 km².

## Città e comuni
Fanno parte del circondario undici comuni di cui cinque portano il titolo di Città (Stadt). Due delle cinque città portano il titolo di Media città di circondario (Mittlere kreisangehörige Stadt).
(Abitanti al 31 dicembre 2021)
| Città 1. Bad Münstereifel (17 152) 2. Euskirchen, Media città di circondario (58 754) 3. Mechernich, Media città di circondario (28 327) 4. Schleiden (12 956) 5. Zülpich (20 597) | Comuni 1. Blankenheim (8 337) 2. Dahlem (4 361) 3. Hellenthal (7 827) 4. Kall (10 987) 5. Nettersheim (7 801) 6. Weilerswist (17 602) |